# Шелепов, Пётр Емельянович
Пётр Емельянович Шелепов (1920—1983) — стрелок 109-го гвардейского стрелового полка 37-й гвардейской стрелковой дивизии 65-й армии 2-го Белорусского фронта, гвардии красноармеец. Герой Советского Союза.

## Биография
Родился 14 июля 1920 года в селе Богдано-Вербки (ныне Петропавловского района Днепропетровской области) в крестьянской семье. Русский. Член ВКП(б) с 1945 года. Окончил 7 классов. Работал в колхозе.
В Красной армии с 1940 года. Участник Великой Отечественной войны с июня 1941 года.
Стрелок 109-го гвардейского стрелкового полка гвардии красноармеец Пётр Шелепов отличился 20 апреля 1945 года в боях при форсировании Вест Одера в районе местечка Кольбитцов. В составе штурмовой группы выбил противника из траншей, захватил важную высоту, отбил несколько контратак противника, что позволило навести переправу и форсировать реку основными силами полка.
Указом Президиума Верховного Совета СССР от 29 июня 1945 года за образцовое выполнение боевых заданий командования на фронте борьбы с немецко-фашистским захватчиками и проявленные при этом мужество и героизм гвардии красноармейцу Шелепову Петру Емельяновичу присвоено звание Героя Советского Союза с вручением ордена Ленина и медали «Золотая Звезда».
С 1946 года Шелепов П. Е. в запасе. Работал в органах юстиции Днепропетровской области Украинской ССР. В 1959 году окончил Харьковский юридический институт. Жил в городе Верхнеднепровске Днепропетровской области, работал преподавателем в сельскохозяйственном техникуме. Скончался 3 сентября 1983 года.
Награждён орденами Ленина, Красной Звезды, медалями.